# Убайдулла-хан II
Убайдулла-хан II (1675—1711) — седьмой хан Бухарского ханства из узбекскойдинастии джанидов — Аштарханидов, годы правления 1702—1711.

## Биография
Последние годы правления Субханкули-хана (1680—1702) ознаменовались обострением политических междоусобиц.
В 1702 г. на престол вступил его сын Убайдулла-хан. Известно, что в истории был и шейбанидский правитель Убайдулла-хан (1533—1540). Чтобы избежать путаницы имен, аштарханида Убайдуллу современные историки называют Убайдулла II, в то время в источниках его именуют не иначе как Убайдаллахан.

## Междоусобицы во время правления
Время его правления ознаменовано ожесточённой борьбой крупных узбекских племён с ханами за власть в Бухаре. Убайдулла (1702—1711) проявлял стремление к абсолютизму, но в конечном итоге сам оказался игрушкой в руках эмиров.
Во время правления Убайдулла-хана II большое влияние приобрел кушбеги Туракулибий. Он способствовал росту влияния калмаков при бухарском дворе, в государстве усилилась смута и междоусобицы. Чтобы укрепить свою власть, Убайдулла пытался отстранить племенную знать от управления и сосредоточить все дело в руках незнатных лиц, назначаемых им и от него зависимых. Особенное недовольство вызвало возведение в сан инака, назначение на должность верховного кушбеги Туракули-бия.
В стремлении покончить с политической раздробленностью Убайдулла-хану пришлось столкнуться с сепаратистскими тенденциями, господствовавшими в Балхе, где Мухаммед-Муким объявил себя независимым от Бухары. За спиной Мукима стоял его властный аталык Махмуд-бий, опиравшийся на узбекское племя катаган, юртом которого был Кундуз. Позже, в 1706 году, Махмуд-бий убил Мухаммед-Мукима и провозгласил себя ханом Балха. Все правление Убайдулла-хана прошло в непрерывных войнах с мятежными вассалами. В Шахрисабзе волновались узбекские племена кенегесов, мангытов и др. Хан пытался привлечь их к совместным действиям против мятежного Махмуд-бия.
В этот период образовалось независимое от Бухары Самаркандское ханство во главе с Раджаб Мухаммадханом. Стало самостоятельным и Шахрисабзское владение, управляемое Ибрахим аталыком.
Политические распри и междоусобная борьба племен осложнялись нападениями казахов из сырдарьинских степей, в свою очередь притесняемых калмыками, которые нанесли поражение казахам и киргизам и образовали сильное кочевое государство с центром в долине Или.
В мае 1709 года Убайдулла-хан выступил с войском в Самарканд. Полученное вскоре известие, что калмыки, разгромив казахов, вернулись в свои становища, делало бесполезным дальнейший поход. В Самарканде произошли столкновения между узбекскими племенами найман и сарай, входившими в состав ханского войска.
В Фергане воцарилась династия мингов, положившая начало самостоятельному Кокандскому ханству (1710—1876). Мавераннахр раздирался междоусобной борьбой за власть между многочисленной родовой аристократией.

## Денежная реформа
Экономический кризис в стране, истощение казны и упадок торговли заставили хана в 1708 году провести денежную реформу. Однако она была проведена небрежно и непродуманно. Были выпущены новые монеты, содержащие низкий процент серебра, которого было не более 9 процентов, в несколько раз меньше, чем в дореформенных. Был установлен принудительный курс новых монет, что вызвало денежный кризис в стране и недовольство населения.

## Политика в области культуры
Убайдулла-хан года за два до своей гибели заложил большой сад (Чарбаг) подле г. Бухары (к западу от него), возле ворот Талипач, среди которого построил дворец; сад был наполнен разными фруктовыми и декоративными деревьями и цветниками и обнесен высокой стеной. Он получил название Xанабад (построенный ханом); в нём Убайдулла больше всего любил проводить время.

## Историки и поэты
В период правления Убайдуллы-хана известными историками были: Абдуррахман-и Тали и Мир Мухаммед Амин-и Бухари.

## Гибель
Попытка ограничить землевладение религиозных организаций привела к столкновению хана с влиятельными джуйбарскими ходжами, которых он хотел обложить налогами. Против Убайдуллы составился заговор. Глава охраны хана Джавшан участвовал в заговоре против Убайдулла хана и способствовал его гибели в 1711 г., а его дворец подвергся разграблению.
Тело Убайдулла-хана было похоронено в мазаре шейха Бахауддина Накшбанда, рядом с его отцом Субханкули-ханом.
На престол был возведен брат Убайдуллы Абулфейз-хан (1711—1747 гг.).